# Charlie Brown (chanson de Coldplay)
Pour les articles homonymes, voir Charlie Brown (homonymie).
Singles de Coldplay
Paradise
(2011) Princess of China
(2012)
Pistes de Mylo Xyloto
Paradise Us Against the World
Charlie Brown est une chanson du groupe britannique Coldplay.

C'est la quatrième piste de leur album Mylo Xyloto et le troisième single officiel. 
Le clip de Charlie Brown a été dévoilé le 3 février 2012.

## Genèse
Le titre fait référence à l'une des premières versions de la chanson, qui contenait dans ses paroles les mots "Charlie Brown".

## Développement
Le groupe avait au départ pensé à faire de Charlie Brown un titre acoustique joué à l'accordéon, avant d'abandonner cette idée, qui ne collait pas avec l'orientation du nouvel album.

## Clips vidéos

### Historique
Le 6 décembre 2011, Coldplay a mis en ligne une vidéo promotionnelle de "Charlie Brown", sur leur compte YouTube, qui utilise des images d'une série de concerts qu'ils avaient effectué en 2011 au festival Tour Summer. La vidéo a été réalisée par Mat Whitecross et Mark Rowbotham. Dans la description de la vidéo, le batteur du groupe, Will Champion, a annoncé qu'une "bonne" vidéo serait réalisée ultérieurement.
Le clip officiel de "Charlie Brown", auquel faisait allusion Will Champion, a été filmé par le réalisateur Mat Whitecross, tout au long de novembre et décembre 2011. Un tournage supplémentaire a été effectué en janvier 2012  . Le créateur des Xylobands poste sur Twitter que le clip officiel sortira le 3 février 2012.
Le clip de Charlie Brown a été publié le compte YouTube VEVO, Facebook, Twitter, Google + et sur le site Web du groupe à 3h00, le 3 février 2012. Sur YouTube, la vidéo a reçu plus de 700.000 vues durant les premières 24 heures de sa sortie.
La vidéo a également été salué par certaines critiques, qui ont admiré ses visuels, le thème et la rapidité du montage.
Les deux personnages principaux du clip sont Elliott Tittensor, de la série Shameless et Antonia Thomas, de la série Misfits.

### Description
Le clip est assez coloré, énergique et vivant. Il met en  scène deux jeunes gens qui fuguent pour assister à un concert de Coldplay. Ils se retrouvent sur place et y font la fête.
Il existe plusieurs détails rappelant l'esprit de l'album tels que les instruments des membres du groupe, qui sont peints avec de la peinture fluorescente, les lasers colorés ou encore les "Xylobands".

## Liste des pistes
| 1. | Charlie Brown | 4:45 |

| 1. | Charlie Brown (Radio Edit)   | 3:46 |
| 2. | Charlie Brown (LP version)   | 4:45 |
| 3. | Charlie Brown (Instrumental) | 4:45 |

| 1. | Charlie Brown (Dave Audé Club Mix)   | 6:44 |
| 2. | Charlie Brown (Dave Audé Radio Edit) | 3:30 |

| 1. | Charlie Brown (Live from The BRITs) | 3:50 |

## Crédits
Enregistré
- Enregistré à The Bakery et The Beehive, Londres, Royaume-Uni, et aux Electric Lady Studios, à New York.

Contrôle
- Contrôlé aux Gateway Studios, aux États-Unis.

Personnes ayant participé
- Guy Berryman – compositeur, guitare basse, chants secondaires
- Jonny Buckland – compositeur, guitare, chants secondaires
- Will Champion – compositeur, drums, chants secondaires
- Chris Martin – compositeur, guitare rythmique, piano, chant principal
- Brian Eno – composition additionelle, arrières-plans
- Markus Dravs – producteur, programmeur
- Daniel Green – producteur
- Rik Simpson – producteur
- Mark "Spike" Stent – mixeur
- Matt Green – assistant mixeur
- Pierre Eiras – assistant mixeur
- Dave Emery – assistant mixeur
- Olga Fitzroy – assistant mixeur
- Robin Baynton – éditeur
- Andy Rugg – assistant studio
- Christian Green – assistant studio
- Noah Goldstein – assistant studio
- Ian Shea – assistant studio
- Davide Rossi – cordes
- Matt McGinn – cythare
- Luis Jardim – percussions
- Bob Ludwig – ingénieur du son

## Classement par pays
| Classement (2011-2012)                      | Meilleure position |
| ------------------------------------------- | ------------------ |
| Australie (ARIA)                            | 78                 |
| Belgique (Flandre Ultratip 100)             | 2                  |
| Belgique (Wallonie Ultratip 50)             | 2                  |
| Brésil (Hot 100 Airplay)                    | 43                 |
| Brésil (Hot Pop)                            | 1                  |
| États-Unis (Bubbling Under Hot 100 Singles) | 10                 |
| États-Unis (Alternative Songs)              | 15                 |
| États-Unis (Rock Songs)                     | 23                 |
| France (SNEP)                               | 148                |
| Irlande (IRMA)                              | 20                 |
| Israël (Media Control)                      | 4                  |
| Pays-Bas (Nederlandse Top 40)               | 25                 |
| Écosse (OCC)                                | 16                 |
| Slovaquie (IFPI Rádio)                      | 52                 |
| Royaume-Uni (UK Singles Chart)              | 22                 |

## Historique de sortie
| Pays        | Sortie           | Label      | Format                                 |
| ----------- | ---------------- | ---------- | -------------------------------------- |
| Monde       | 14 novembre 2011 | Parlophone | Radiodiffusion                         |
| Europe      | 21 novembre 2011 | Parlophone | Radiodiffusion                         |
| États-Unis  | 23 janvier 2012  | Parlophone | Radiodiffusion                         |
| Royaume-Uni | 23 février 2012  | Parlophone | Téléchargement digital (Live au BRITs) |